# Marmury Kieleckie

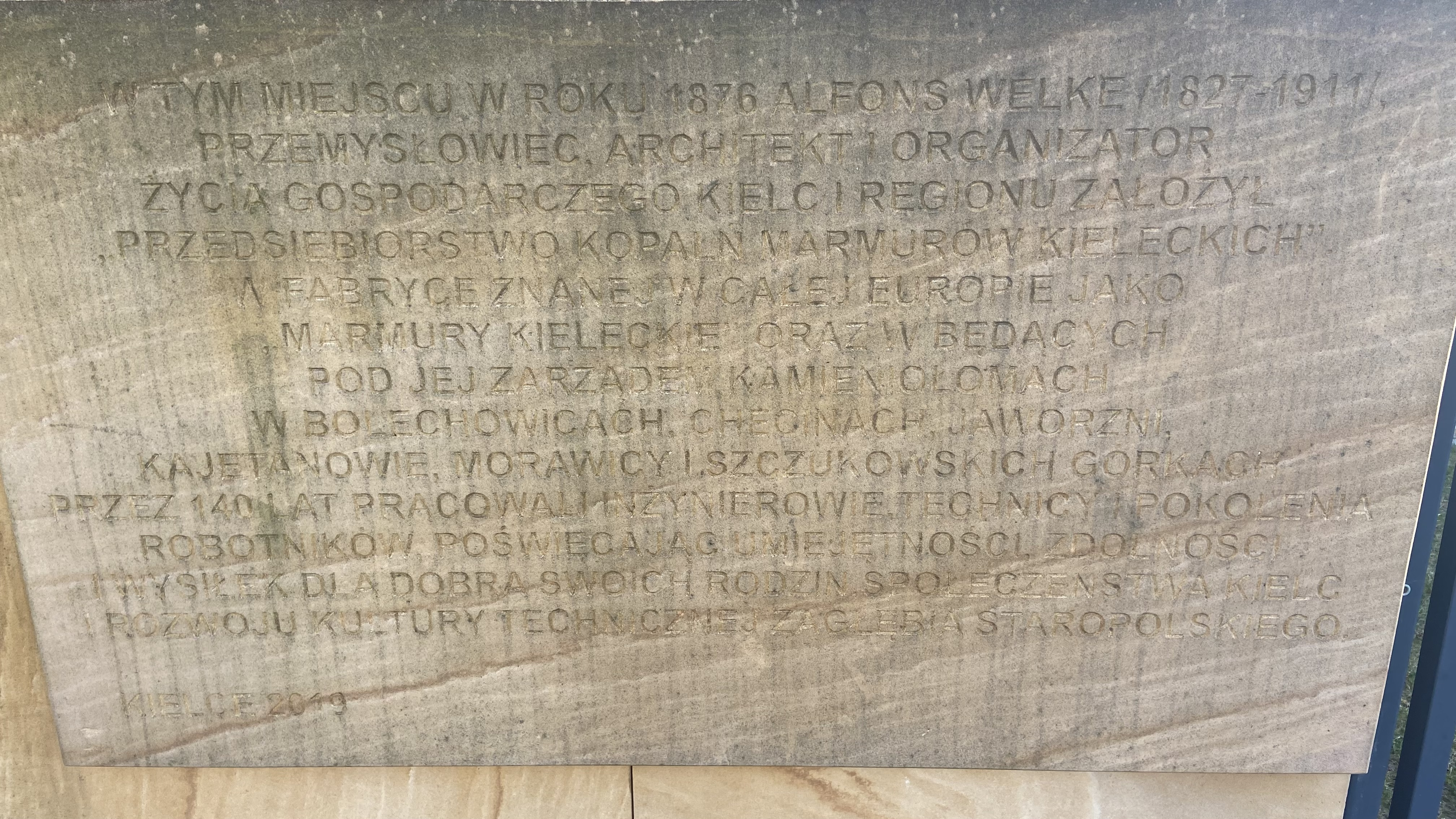
Pamiątkowa tablica przed budynkiem przy ul. Ściegiennego 5 w Kielcach upamiętniająca Marmury Kieleckie i ich założyciela Alfonsa Welke

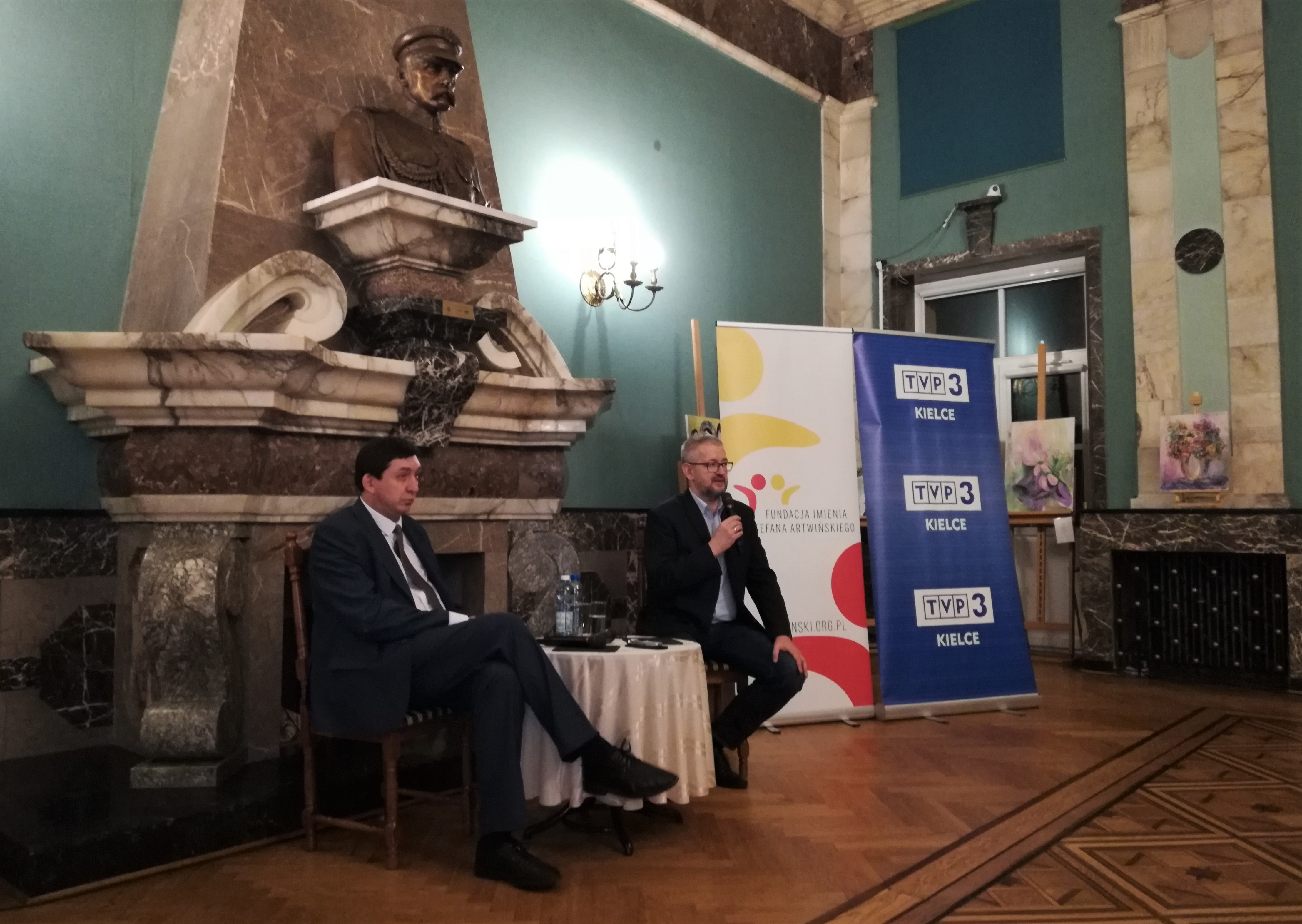
Okładziny z wapieni świętokrzyskich wykonane przez firmę Marmury Kieleckie. Sala Kominkowa Wojewódzkiego Domu Kultury w Kielcach.

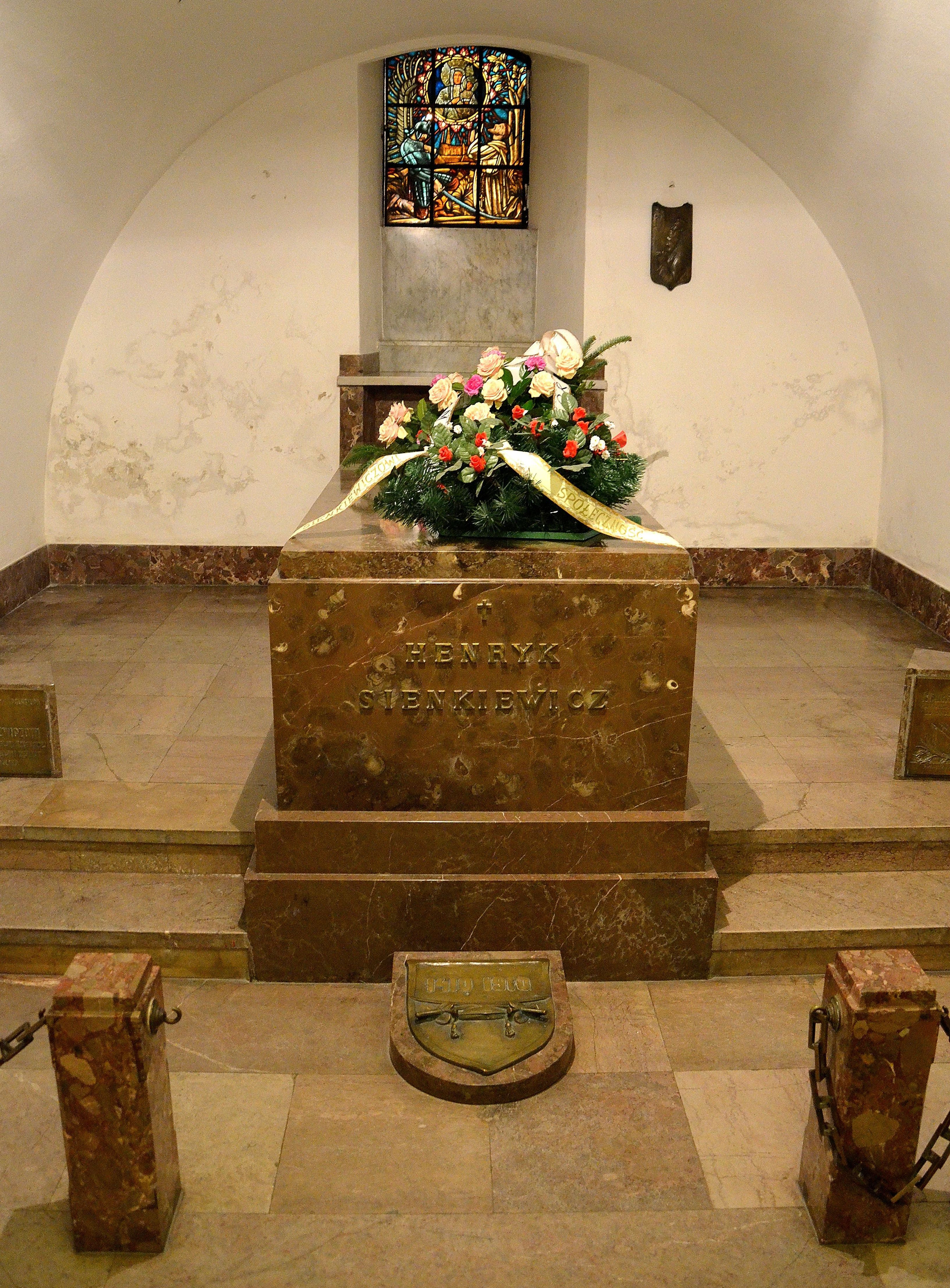
Okładziny i płyty z wapieni świętokrzyskich wykonane przez firmę Marmury Kieleckie. Krypta H. Sienkiewicza w warszawskiej katedrze.

Marmury Kieleckie – zbiorcza nazwa określająca przedsiębiorstwo działające pod różnymi nazwami w Kielcach od 1876 i specjalizujące się w wydobyciu i przetwórstwie głównie ozdobnych odmian wapieni rejonu świętokrzyskiego.
Firmę pod nazwą "Przedsiębiorstwo Kopalń Marmurów Kieleckich" założył w Kielcach w 1876 r. inżynier Alfons Welke, przy współudziale w spółce warszawskiego fabrykanta Augusta Repphana oraz adwokata Józefa Kokeliego. Welke był pierwszym kierownikiem zakładu i zarządzał nim do 1895 r.. Później firma wielokrotnie zmieniała właścicieli i nazwy. W 1920 zmieniono nazwę firmy na Spółka Akcyjna "Marmury Kieleckie", w 1930 na "Marmur" sp. z o.o., w 1932 na Przemysł Marmurowy i Granitowy „Marmur w Kielcach” Sp. z o.o. Potem nazwę zmieniano wielokrotnie. W 1949 firmę upaństwowiono. Siedziba fabryki obróbki marmurów od jej powstania mieściła się w tym samym miejscu, przy obecnej ulicy P. Ściegiennego (przed odrodzeniem Polski ul. Duża, w okresie międzywojennym aleja 3 Maja) w Kielcach. Natomiast siedziba władz całego przedsiębiorstwa była przeważnie w Warszawie.
Wiosną 1876 r. rozpoczęto wydobycie wapieni w kamieniołomach okolic Chęcin, a w lipcu tegoż roku otwarto w Kielcach fabrykę zajmująca się przeróbką skał: cięciem bloków, szlifowaniem płyt i wytwarzaniem końcowych produktów. W kolejnych latach przedsiębiorstwo rozszerzyło liczbę branych w dzierżawę lub kupowanych kamieniołomów oraz otworzyło w Kielcach szkołę niedzielną dla uczniów chcących uzyskać zawód kamieniarza. Firma specjalizowała się w wydobyciu wapieni rejonu świętokrzyskiego (w kamieniarstwie wapienie te, mimo iż są to skały osadowe określa się jako marmury lub marmury techniczne, ze względu na ich walory estetyczne i zdolność do uzyskiwania połysku w efekcie polerowania, jednak w geologii marmurami nazywa się wyłącznie węglanowe skały metamorficzne) i wytwarzaniu z nich polerowanych wyrobów skalnych: płyt posadzkowych, okładzin ściennych, nagrobków, epitafiów, ołtarzy i innych elementów wystroju kościelnego, balustrad, przedmiotów ozdobnych. Ten profil produkcji – świętokrzyskich marmurów technicznych – utrzymał się jako główny do początku lat 50. XX w., chociaż w okresie międzywojennym obrabiano na mniejszą skalę również inne skały, w tym spoza regionu, m.in.: piaskowce, wołyńskie bazalty i granity. Podstawą produkcji były płyty okładzinowe ścian i płyty posadzkowe. Głównym odbiorcą produkcji Marmurów Kieleckich w okresie zaborów byli klienci z Królestwa Polskiego, ale wyroby firmy sprzedawano też do obiektów w miastach europejskiej części ówczesnej Rosji, w tym do Moskwy, Petersburga, Kijowa, Charkowa i Astrachania.
Już na początku I wojny światowej, gdy Kielce zostały zajęte przez wojska państw centralnych, doszło do zniszczenia części wyposażenia fabryki marmurów i wywiezienia przez okupantów pozostałej części, wskutek czego w latach 1915 -1918 zakład nie produkował, a na szerszą skalę wznosił produkcję dopiero od 1920. Podległe mu kamieniołomy zostały w trakcie wojny przejęte przez wojskowe władze okupacyjne.
Podczas II wojny światowej Marmury Kieleckie funkcjonowały, przy czym w literaturze są rozbieżne opinie nt. wielkości produkcji: niektórzy autorzy twierdzą, że w 1940, 1941 utrzymywała się ona na poziomie sprzed wojny, podobnie jak zatrudnienie, inni informują o małej skali wydobycia lub wręcz bazowaniu w produkcji na przedwojennych zapasach surowca. Niewątpliwie w tym czasie oprócz tradycyjnych wyrobów skalnych zaczęto wyrabiać płyty z marmurowego lastriko. Pod koniec wojny Niemcy wywieźli z fabryki park maszynowy, jednak po przejściu linii frontu okazało się, że udało się je odnaleźć w Częstochowie.
Wielkość zatrudnienia była zmienna, w zależności od koniunktury, jednak zwykle lekko przekraczała 100 pracowników łącznie – fabryki marmurów w Kielcach i osób zatrudnionych w kamieniołomach spółki. Na samym początku pracowało 50 osób w fabryce i 90 w kopalniach, ok. 1905 r. 112 pracowników, a w latach 20. XX w. 50 ludzi w fabryce i 60 w marmurołomach; również przed 1939 stan zatrudnienia wynosił ok. 100 osób.

## Skały eksploatowane przez Marmury Kieleckie
Firma od założenia do 1945 r. bazowała na kamieniołomach wapieni własnych lub dzierżawionych. Ponadto nabywała ten surowiec od właścicieli innych kamieniołomów. Liczbę eksploatowanych wyrobisk należących lub wydzierżawionych przez Marmury Kieleckie w tym okresie trudno dokładnie ustalić, gdyż zmieniała się w czasie, dane są niekiedy niejasne (np. w źródłach podaje się, że przedsiębiorstwo posiadało kopalnie w Chęcinach, ale nie wiadomo ile i czy chodzi tylko o granice miasta, czy też także o jego najbliższe okolice; w sumie w tym rejonie pod koniec XIX działo 16 marmurołomów), niektóre z przynależnych Marmurom odkrywek eksploatowano tylko próbnie i przez bardzo krótki czas. Z okresu 1876 – 1939 znanych jest co najmniej 19 eksploatowanych przez przedsiębiorstwo, choć w różnym czasie i na różną skalę, kamieniołomów świętokrzyskich (nie licząc tych, gdzie wydobycie prowadzono tylko próbnie). W większości z nich pozyskiwano wapienie dewońskie, ale w kłm. Zygmuntówka i w Kajetanowie surowcem były zlepieńce wapienne lub wapienie permskie (cechsztyńskie), w Korzecku, Woli Morawickiej i Morawicy – wapienie jurajskie, a w Skrzelczycach w okresie międzywojennym firma pozyskiwała kalcyt żyłowy. Głównymi odmianami wapieni (marmurów technicznych) używanymi przez Marmury Kieleckie do 1945 r. ze świętokrzyskich złóż własnych/dzierżawionych były: bolechowice, morawica (głównie z Woli Morawickiej, mniej z Morawicy), szewce (z Góry Okrąglicy w Szewcach), zelejowa (z dwóch kamieniołomów na Zelejowej), zygmuntówka. Od 1933 do 1951 firma dodatkowo dzierżawiła kamieniołom wapienia dębnickiego w podkrakowskim Dębniku, wykorzystując w produkcji także ten surowiec.

## Wybrane realizacje fabryki Marmurów Kieleckich
- Grobowiec kieleckiego browarnika Ferdynanda Karola Stumpfa (zm. w 1875) na Cmentarzu Starym w Kielcach[29].

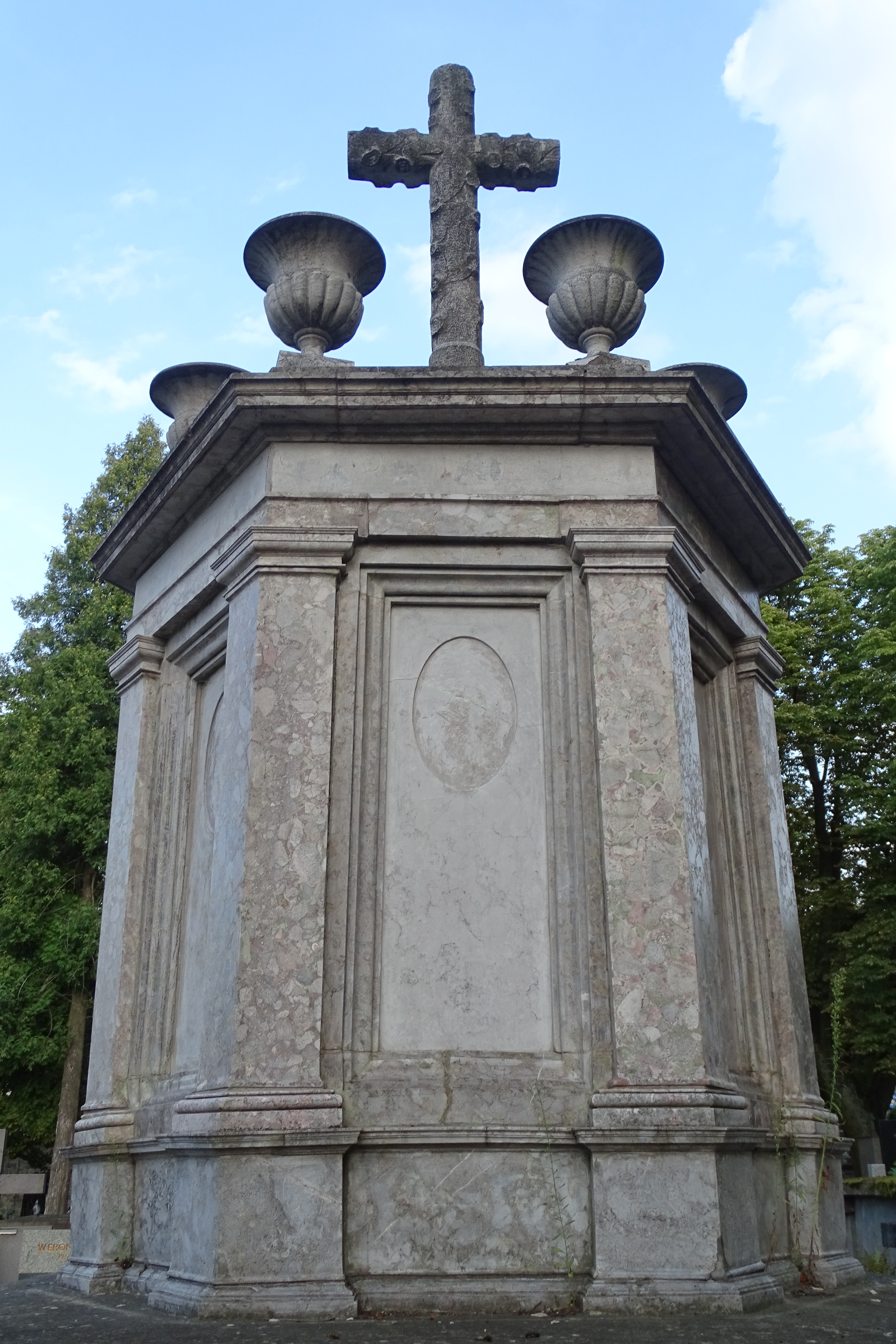
Grobowiec F.K. Stumpfa wykonany przez Marmury Kieleckie

- Pomnik nagrobny Aleksandra Wielopolskiego w kościele pw. św. Ducha i Matki Boskiej Bolesnej w Młodzawach Małych (wykonany  w 1881 nie ze świętokrzyskich marmurów, a z podkrakowskiego czarnego z Dębnika)[30].
- Chrzcielnica z różnych odmian świętokrzyskich marmurów pamięci Alfonsa Welkego (1895) w kościele Św. Trójcy w Kielcach[31].
- pilastry soboru św. Aleksandra Newskiego w Warszawie (16 szt.)[32].
- ołtarze do kościołów, m.in. w Samogoszczy (lata 80. XIX w., główny i dwa boczne)[33], św. Piotra i Pawła w Dąbrowie nad Czarną (ołtarz główny, 1902), św. Józefa Oblubienica NMPanny w Porębie (ołtarz główny, 1912)
- posadzki m.in. dla: kościoła Jasnej Góry (1886-1887)[34], prezbiterium katedry kieleckiej (1893), Hotelu Polskiego w Kielcach (dziś Teatr im. Stefana Żeromskiego w Kielcach (1877))[35]
- dekoracyjne elementy kamienne do rekonstrukcji wawelskiego Zamku Królewskiego (okres międzywojenny)[36]
- wystrój krypty Henryka Sienkiewicza w katedrze warszawskiej (posadzka, ściany, stopnie i podium sarkofagu)(okres międzywojenny)[37]
- bogaty wystrój wnętrza gmachu Banku Gospodarstwa Krajowego w Warszawie – okładziny ścian głównych sal, klatek schodowych, schody, okładziny mebli i lad stanowisk obsługi[38]
- bogaty wystrój wnętrza Dom Przysposobienia Wojskowego i Wychowania Fizycznego im. J. Piłsudskiego w Kielcach z 1935[39]
- zdobienia wnętrz nowego gmachu Głównej Biblioteki Judaistycznej w Warszawie (1936)[40]
- bogaty wystrój wnętrza Sanktuarium Marszałka Józefa Piłsudskiego w Kielcach (2. poł. lat 30 XX w.) (obecnie główny oddział Muzeum Narodowego w Kielcach w dawnym pałacu biskupim)[41]